# Sergi García Pérez
Sergi García Pérez (Barcelona, 14 de abril de 1999) es un futbolista español que juega como centrocampista en el Sestao River Club de la Primera Federación.

## Trayectoria
Sergi García nació en Barcelona y se incorporó al equipo juvenil del RCD Espanyol en 2017, procedente del CE Mercantil. 
El 22 de agosto de 2018, firmó por el CF Badalona de la Segunda División B de España, en calidad de cedido por el RCD Espanyol B.
El 31 de enero de 2019, se llegó a un acuerdo para romper el contrato de cesión y Sergi fue cedido a la UE Sant Andreu de la Tercera División de España, hasta el final de temporada.
Al término de la temporada 2018-19, acaba su contrato con el RCD Espanyol B y el 25 de julio de 2019, García firma con la CF La Nucía de la Tercera División de España.
El 9 de enero de 2020, firma por la AE Prat de la Tercera División de España.
El 27 de julio de 2020, Sergi firma por el Deportivo Alavés B de la Tercera División de España.
El 13 de septiembre de 2020, hace su debut en la Primera División de España, en una derrota frente al Real Betis Balompié por cero goles a uno.
El 30 de junio de 2021, firma por el Albacete Balompié de la Primera División RFEF por tres temporadas.
El 11 de junio de 2022, el Albacete Balompié lograría el ascenso a la Segunda División de España, tras vencer en la final de la eliminatoria por el ascenso al Real Club Deportivo de La Coruña por un gol a dos, con una asistencia del propio Sergi, en el Estadio de Riazor. Durante la temporada 2021-22, participaría en 35 partidos de liga en los que anota un gol y un encuentro de Copa del Rey.

## Clubes
| Club                    | País   | Año           |
| ----------------------- | ------ | ------------- |
| RCD Espanyol B          | España | 2018-2020     |
| CF Badalona (cedido)    | España | 2018          |
| UE Sant Andreu (cedido) | España | 2019          |
| CF La Nucía             | España | 2019          |
| AE Prat                 | España | 2020          |
| Deportivo Alavés B      | España | 2020-2021     |
| Albacete Balompié       | España | 2021-2023     |
| CE Sabadell (cedido)    | España | 2022-2023     |
| CD Alcoyano             | España | 2023-presente |